# Distrikt Motupe
Der Distrikt Motupe liegt in der Provinz Lambayeque in der Region Lambayeque in Nordwest-Peru. Der am 11. Oktober 1909 gegründete Distrikt hat eine Fläche von 557,37 km². Beim Zensus 2017 lebten 29.836 Einwohner im Distrikt. Im Jahr 1993 lag die Einwohnerzahl bei 20.738, im Jahr 2007 bei 24.011. Die Distriktverwaltung befindet sich in der 130 m hoch gelegenen Stadt Motupe mit 16.275 Einwohnern (Stand 2017). Motupe liegt 70 km nordnordöstlich der Regionshauptstadt Chiclayo an der Straße von Lambayeque nach Olmos.

## Geographische Lage
Der Distrikt Motupe liegt im Norden der Provinz Lambayeque am Rande des Küstentieflands. Die Flüsse Río Motupe und Río Chotoque durchqueren den Distrikt in überwiegend südwestlicher Richtung. Im Westen, im Norden sowie im Osten erheben sich die Ausläufer der peruanischen Westkordillere. Im Tiefland des Distrikts wird bewässerte Landwirtschaft betrieben.
Der Distrikt Motupe grenzt im Nordwesten an den Distrikt Olmos, im Nordosten sowie im Südosten an den Distrikt Salas, im zentralen Osten an den Distrikt Chóchope sowie im Süden an den Distrikt Jayanca.